# Bezovo
Bezovo (mazedonisch Безово; albanisch definit Bezova, indefinit Bezovë) ist ein Dorf in der Opština Struga im Südwesten Nordmazedoniens. Laut der Volkszählung 2021 hatte es 22 Einwohner, die fast alle Mazedonier mit orthodoxem Glauben waren. Bezovo ist rund 17 Kilometer Luftlinie nordwestlich von der Stadt Struga entfernt.